# Cystathioninurie
Die Cystathioninurie ist eine seltene angeborene Stoffwechselkrankheit, bei der es durch Mangel an einem Enzym, der Cystathionin-Gamma-Lyase, zu einer Anhäufung von Cystathionin im Gewebe und im Urin kommt.
Synonyme sind: (Primärer) Cystathionase-Mangel; Cystathionin-gamma-Lyase-Mangel; Gamma-Cystathionase-Mangel; Zystathioninurie; Hypercystathioninämie-Syndrom; englisch CTH-deficiency; Gamma-cystathionase-deficiency
Im Cystathionin-Stoffwechsel führt eine gestörte Cystathionin-β-Synthase zur Homozystinurie.
Die Erstbeschreibung stammt aus dem Jahre 1959 durch die Londoner Ärzte H. Harris und Mitarbeiter.

## Verbreitung
Die Häufigkeit wird mit 1 bis 9 auf 100.000 angegeben, die Vererbung erfolgt autosomal-rezessiv.

## Ursache
Der Erkrankung liegen Mutationen im CTH-Gen auf Chromosom 1 Genort p31.1 zugrunde, welches für die Cystathionin-γ-Lyase kodiert.

## Klinische Erscheinungen
Klinische Kriterien sind:
- deutlich erhöhte Cystathioninkonzentration im Blut und im Urin
- variable Symptome von völlig normal bis schwere Psychomotorische Retardierung
- möglich sind Mikrozephalie, Krampfanfälle, Thrombozytopenie, Klumpfuß und Minderwuchs

## Differentialdiagnostik
Abzugrenzen sind sekundäre (erworbene) Formen der Cystathioninurie, besonders bei Pyridoxinmangel, Neuroblastom, Hepatoblastom, Wilms-Tumor, Galaktosämie, Tyrosinose, Nichtketotische Hyperglyzinämie und weiteren Lebererkrankungen.

## Therapie
Meist ist keine Behandlung erforderlich.